# 倪瓚

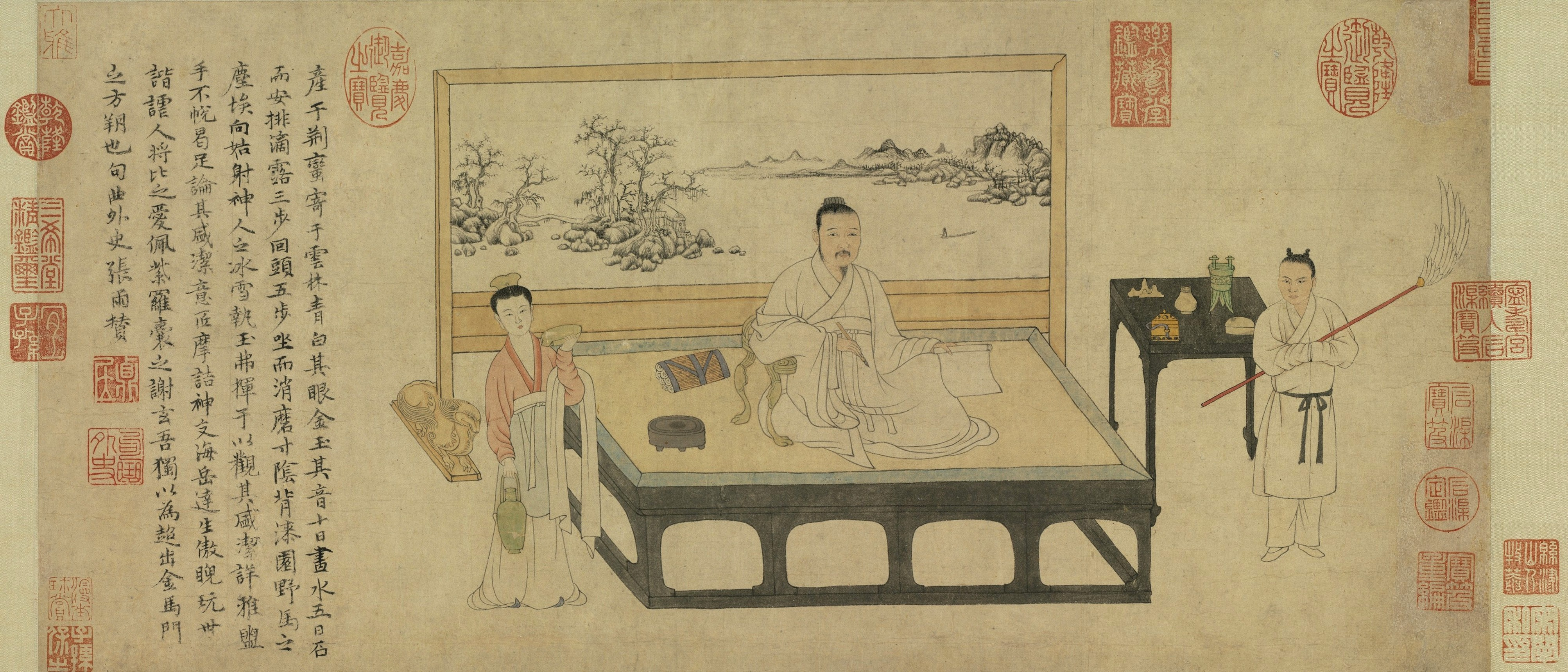
肖像細部、元無名人作、國立故宮博物院

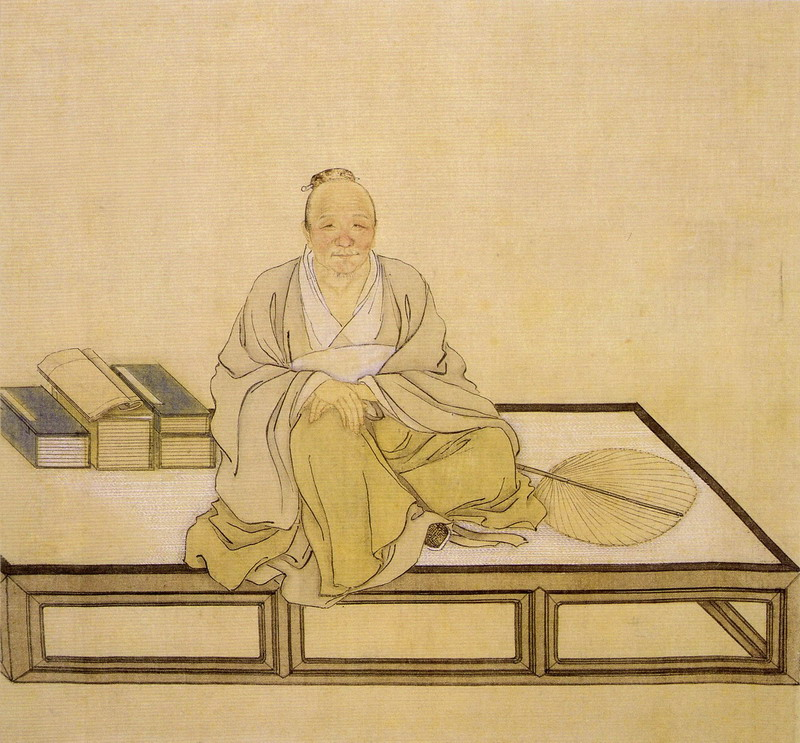
倪瓚の肖像、清代

倪 瓚（げい さん、大徳5年（1301年） - 洪武7年（1374年））は、元末の画家。元末四大家の一人に挙げられ、あるいは董其昌・黄公望・陳継儒・王思任・楊龍友・王時敏・夏雲鼎・孔尚任などとあわせて「金陵九子」とも呼ばれた。字は元鎮、号は雲林、他に別号が多い。

## 略歴
常州無錫県の富裕な資産家の家庭で生まれ、仕官することはなかった。
1350年ごろから元朝政府の重税化の影響で、地方官憲と税問題でトラブルになり、投獄されたりした。
紅巾の乱などの内乱の影響もあり、至正12年（1352年）52歳ころ家財を整理して妻の蒋寂照ら家族とともに故郷を離れた。元末明初の混乱期を20年もの流寓の生活を送り、74歳で無錫に帰り、親戚の鄒氏の家で没した。
潔癖症で多くの逸事奇行を伝えている。山水画は、はじめ精細な着色山水も描いたと伝えるが、のちに「蕭散体」といわれる極度に画面の単純化をおしすすめた平遠山水を独自の様式として確立した。作品の真贋問題については、指導的な権威の間でも意見が大きく分かれている。
「容膝斎図」だけを真蹟だとする意見さえあるが、ケーヒルは「12・13点から15点、さらに墨竹の小品を含めてさらに2・3点を現存作品の妥当な数と考えている」。

## 著作集
- 倪雲林先生詩集：明　天順年間
- 倪雲林先生詩集：明末　毛晋　刊行
- 清閟閣全集：清　康熙年間

## 作品

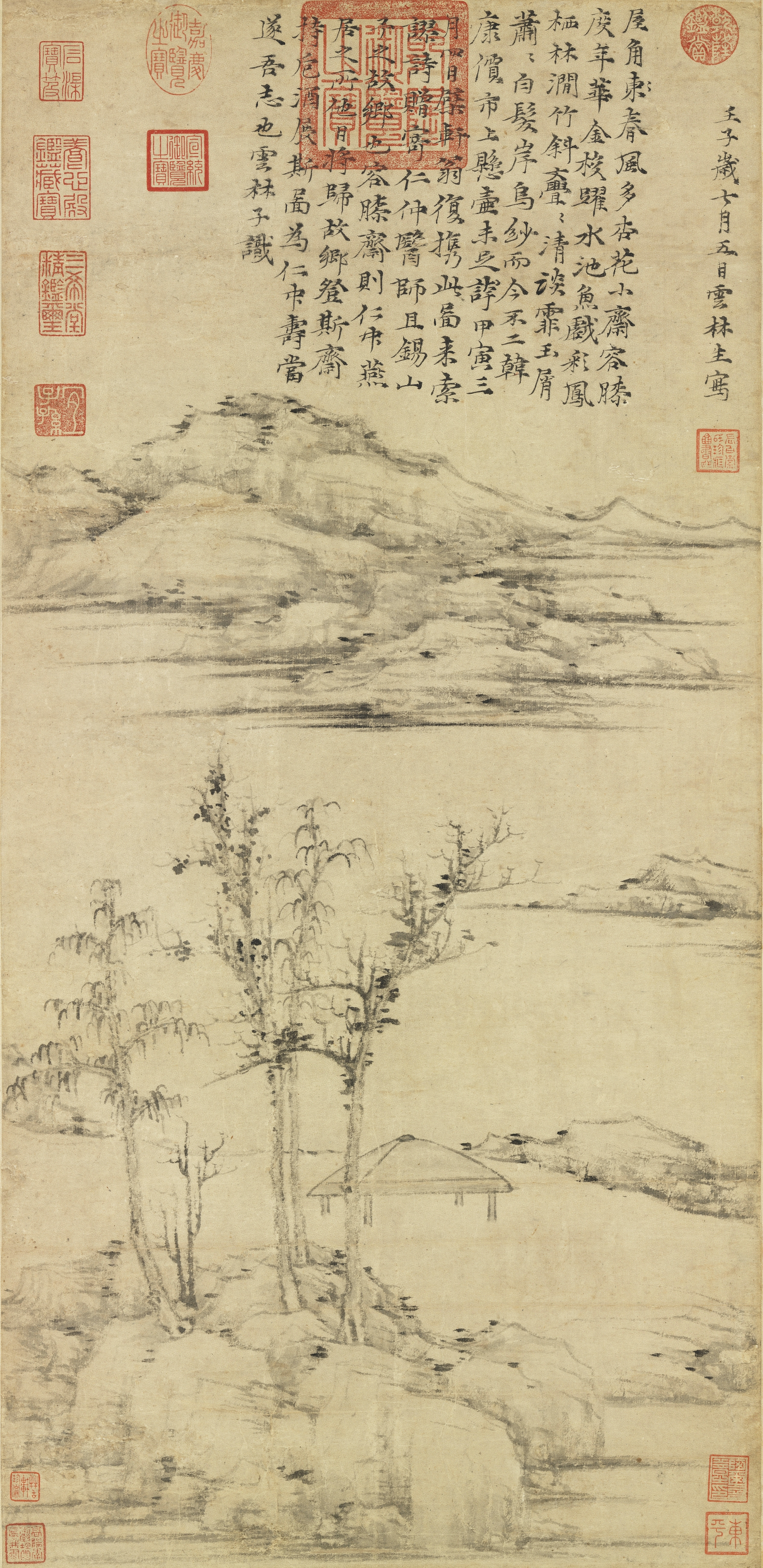
容膝斎図、台北國立故宮博物院
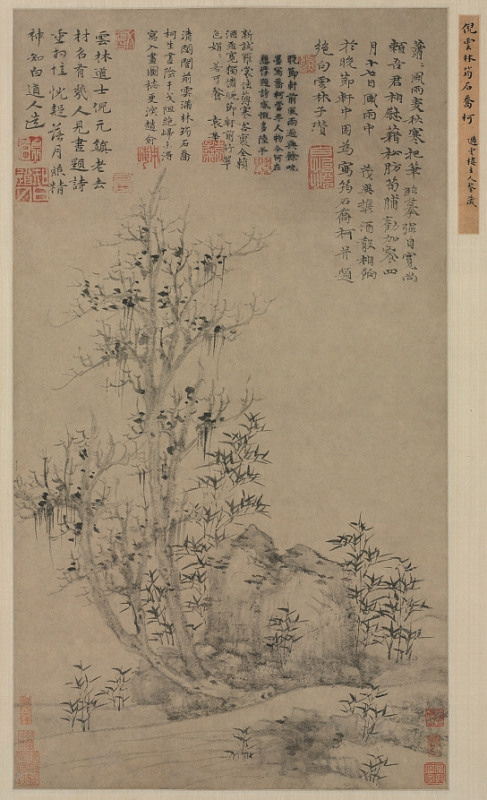
Bamboo, Rock, and Tall Tree、Cleveland Museum of Art
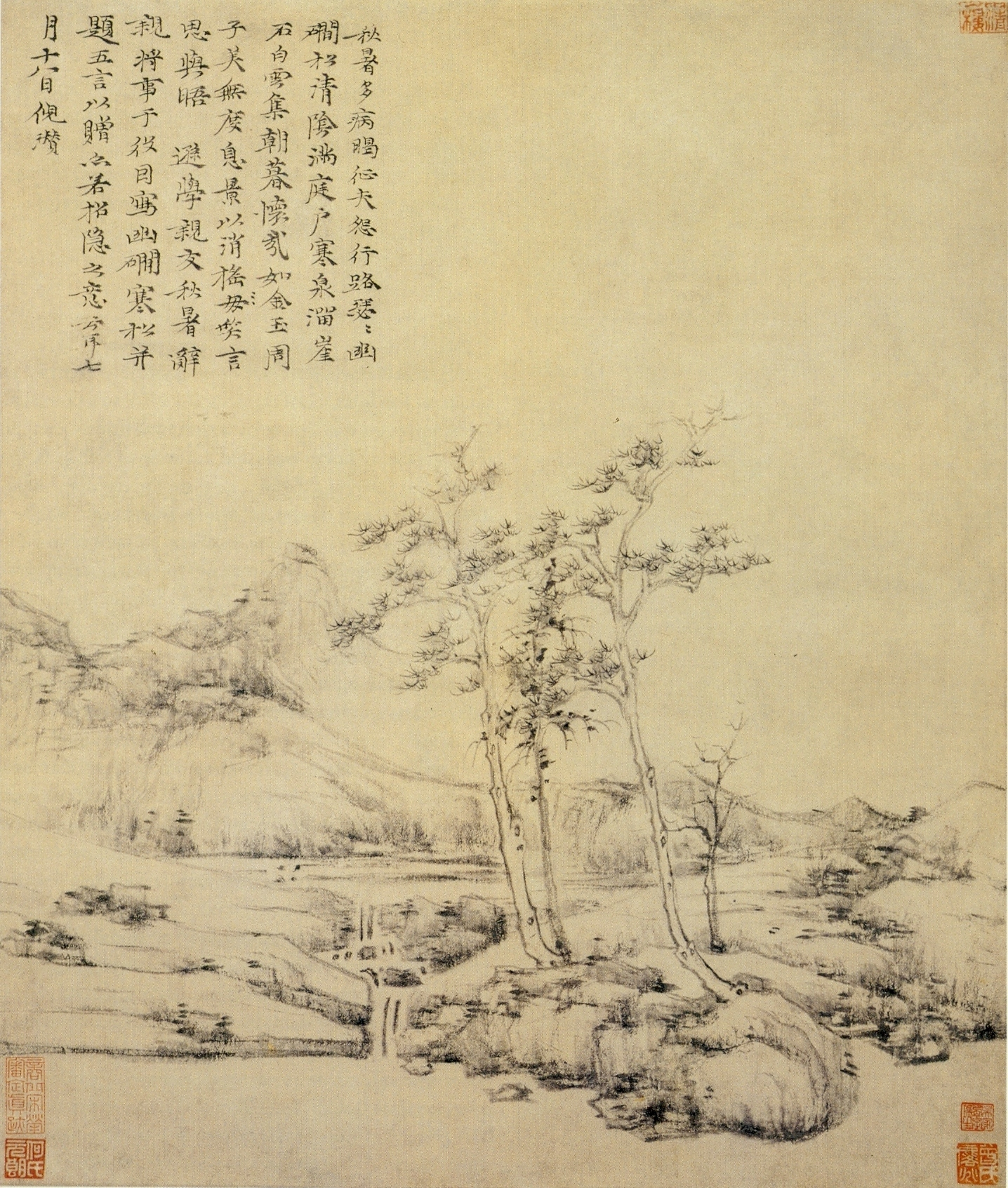
幽礀寒松図　故宮博物院、北京
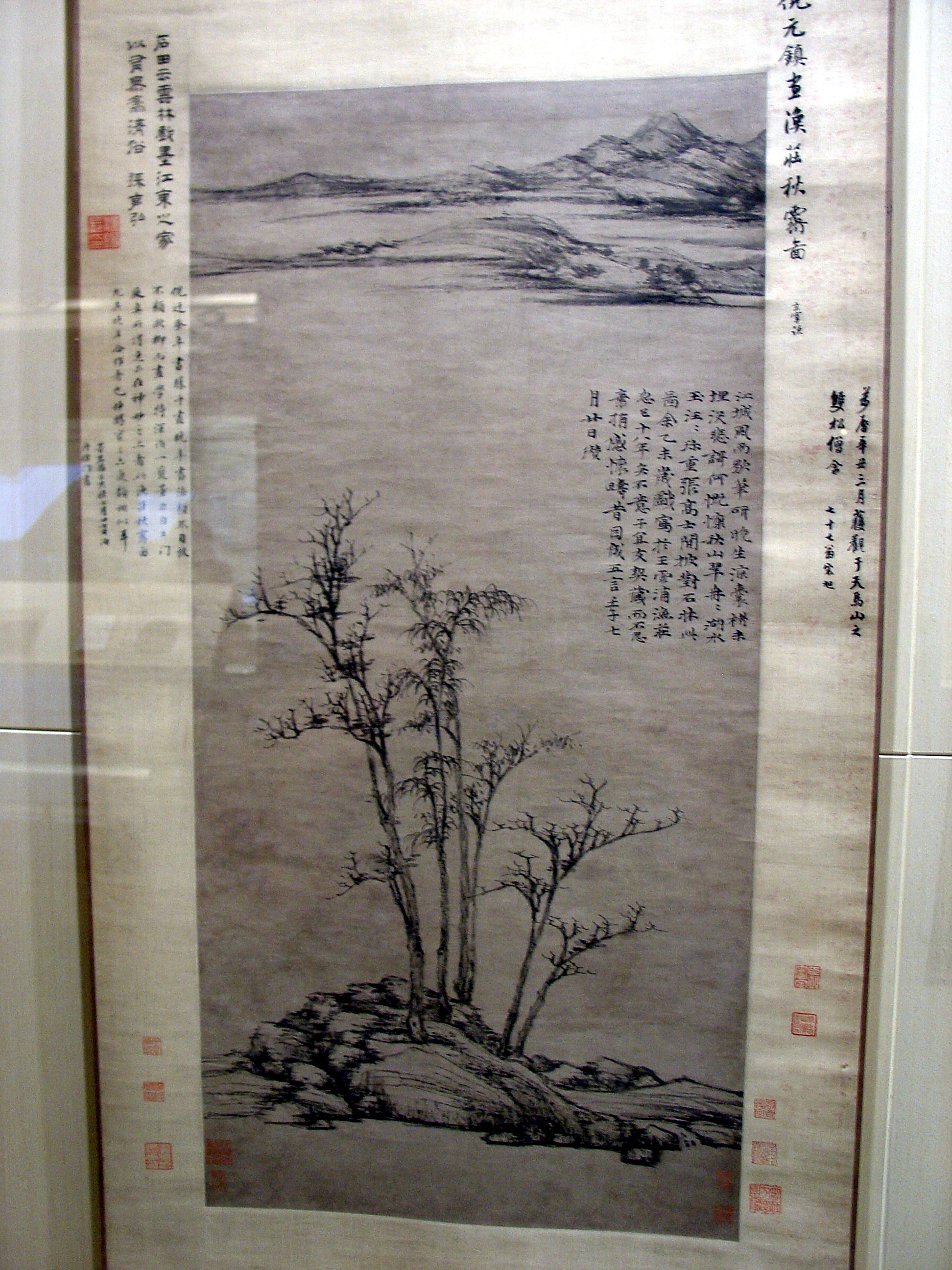
漁荘秋霽図、上海博物館
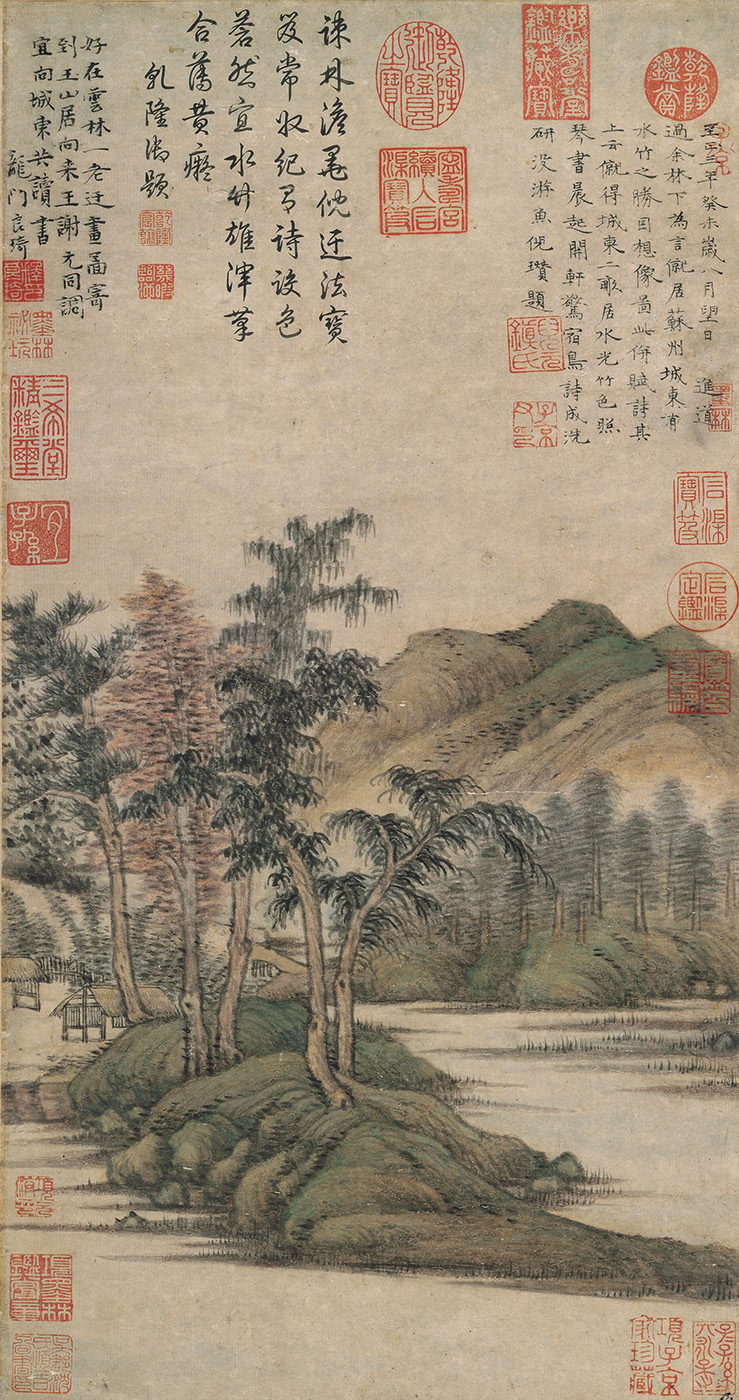
水竹居図　中国国家博物館、北京